# 一硒化镨
一硒化镨是一种无机化合物，化学式为PrSe，它是镨的硒化物之一，可由硒和镨在干燥的氢气中于高温反应制得，硒和镨接触开始反应的温度为620 K。
它是立方晶系晶体，空间群Fm3m，具有NaCl结构。